# Romeo Castellucci
Romeo Castellucci (* 4. August 1960 in Cesena) ist ein italienischer Regisseur.

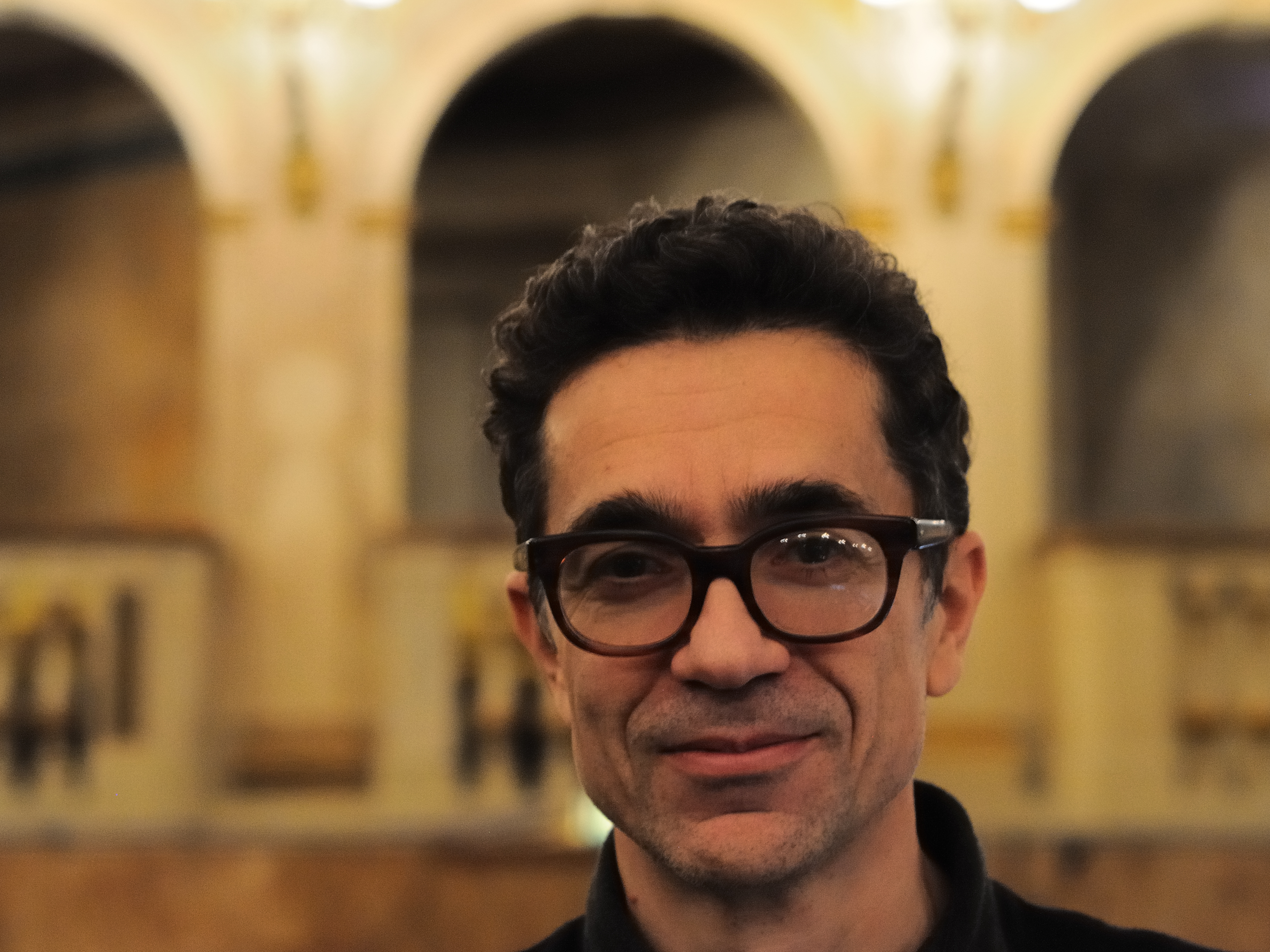
Romeo Castellucci (2014)

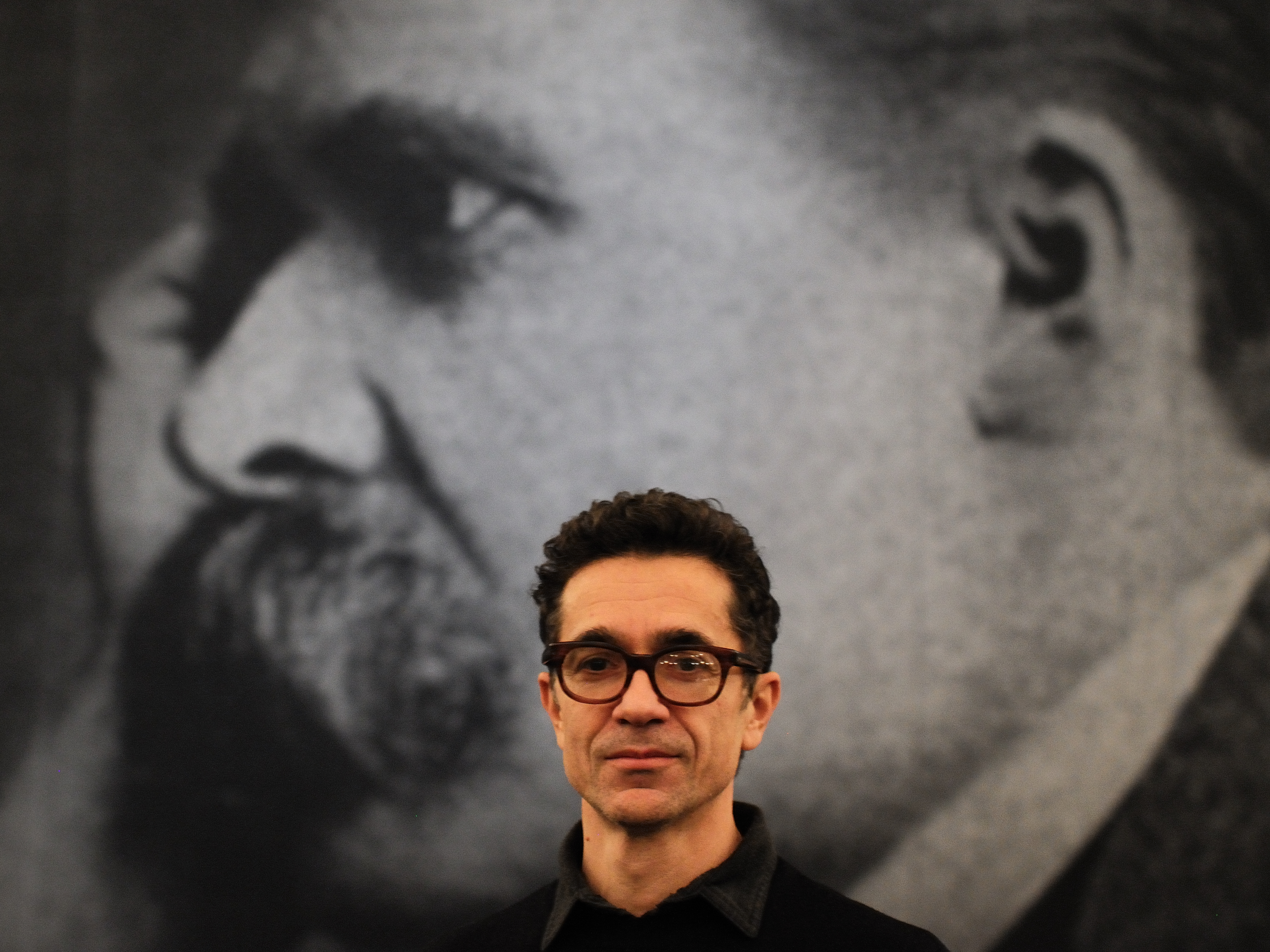
Romeo Castellucci im Teatro Comunale von Bologna (2014)

## Leben
Romeo Castellucci studierte zunächst Landwirtschaft, wechselte dann aber an die Accademia di belle arti di Bologna (Universität der Schönen Künste Bologna), wo er das Studium in den Fächern Bühnenbild und Malerei abschloss. Seine Theaterarbeiten sind stark von der bildenden Kunst geprägt. Gemeinsam mit Claudia Castellucci und Chiara Guidi gründete er 1981 die Theatercompagnie Societas Raffaello Sanzio, deren künstlerische Leitung er seither innehat. Benannt hat sich die Compagnie nach Raffaello Sanzio, einem bedeutenden Maler und Baumeister der Hochrenaissance. Die Compagnie ist für radikales, bildmächtiges Gegenwartstheater ("nuovo teatro") bekannt. Castellucci selbst sieht seine Wurzeln in der Antike und beruft sich auf die Poetik von Aristoteles. Castellucci hat eine bild- und klanggewaltige Bühnenästhetik entwickelt, die weitestgehend ohne Dialoge auskommt und suggestiv wirkt. Zuschauer werden mitunter mit intensiven und komplexen "Erfahrungswelten" und "eindrücklichen Bildern" konfrontiert, "die sich trotz ihres hartnäckigen Ins-Gedächtnis-Brennens radikal der Greifbarkeit entziehen", so der Theaterwissenschaftler Denis Leifeld über die Inszenierung Hey Girl!, die 2007 in Avignon uraufgeführt wurde. In Deutschland gastierte die Societas Raffaello Sanzio wiederholt am Hebbel-Theater Berlin und bei der euro-scene Leipzig. 2005 leitete Castellucci die Theaterbiennale in Venedig. Er hat zahlreiche theatertheoretische Schriften veröffentlicht und mehrere Video- und Filmprojekte realisiert. 2008 war er gemeinsam mit Valérie Dréville artiste associé des Festivals von Avignon.
Sul concetto di volto nel figlio di Dio (Über das Konzept des Angesichts bei Gottes Sohn) sorgte 2012 im Berliner Hebbel am Ufer für einen Theaterskandal. Die Aufführung zeigte, wie ein alter Mann von seinem Sohn versorgt wird. Der Alte ist inkontinent, beschmutzt sich und seine Wohnung, der einst Kleine sorgt für den Papa, der wieder zum Kind wird, dies vor einem überdimensionalen Christusbild von Antonello da Messina. Die Zuschauer in Berlin zeigten sich über den Fäkaliengeruch und „die Handlung zwar teils schockiert“, akklamierten dem Stück aber. Die Inszenierung hatte zuvor bereits in verschiedenen italienischen Städten zu heftigen Diskussionen und Protesten durch konservative katholische Gruppen geführt, zum Teil in militanter Form. Vorstellungen in Paris konnten nur unter Polizeischutz stattfinden. Der deutsche Kardinal Rainer Maria Woelki sprach von Blasphemie – ohne das Stück jedoch gesehen zu haben. Die Presse verteidigte die Aufführung: „Früher brauchte das Theater den Skandal. Hier wollen Kirchenleute ihn herbeireden. Um etwas zu schützen, das ihnen entglitten ist – die Seele und das Gefühl der Zeitgenossen.“ Die Produktion gastierte auch – im Rahmen der Wiener Festwochen – am Burgtheater, ebenfalls unter Protesten von Teilen der Zuschauer.
Bei den Salzburger Festspielen 2018 inszenierte er (Regie, Bühne, Kostüme und Licht) das Musikdrama Salome von Richard Strauss. 2021 führte er dort Regie bei Mozarts Don Giovanni und 2022 bei der Kurzopernkombination Herzog Blaubarts Burg/De temporum fine comoedia von Béla Bartók/Carl Orff – in beiden Jahren mit Currentzis am Pult.
Seit 2019 ist er assoziiertes Mitglied der Académie royale des Sciences, des Lettres et des Beaux-Arts de Belgique.

## Inszenierungen (Auswahl)
- 1986 – Santa Sofia-Teatro Khmer
- 1989 – La discesa Di Inanna
- 1990 – Gilgamesh
- 1990 – Iside e Osiride
- 1992 – Amleto. La veemente esteriorità della morte di un mollusco, nach William Shakespeare und Saxo Grammaticus
- 1992 – Orestea nach Aischylus
- 1997 – Giulio Cesare nach William Shakespeare
- 1999 – Genesi
- 1999 – Reise ans Ende der Nacht nach Louis-Ferdinand Céline
- 2000 – Il Combattimento nach Claudio Monteverdi
- 2002 – Tragedia Endogonidia, Socìetas Raffaello Sanzio,

Aufführungen 2002 – 2004: Festival von Avignon; Hebbel-Theater, Berlin; KunstenFESTIVALdesArts-Bruxelles/Brussel; Bergen International Festival; Odéon – Théâtre de l’Europe und Festival d’Automne-Paris; RomaEuropa Festival; Le maillon-Théâtre de Strasbourg; LIFT (London International Festival of Theatre); Théâtre des Bernardines und Théâtre du Gymnase-Marseille
- 2007 – Hey Girl!
- 2008 – Inferno nach Dante Alighieris Göttliche Komödie beim La Bâtie-Festival de Genève, Genf[12]
- 2011 – Parsifal nach Richard Wagner, UA: Brüsseler Opernhaus La Monnaie
- 2012 – FOLK! bei der Ruhrtriennale 2012
- 2012 – Sul concetto di volto nel figlio di Dio, Rom, Avignon, Paris, Hebbel am Ufer Berlin, Burgtheater Wien
- 2014 – Richard Wagner Parsifal Bologna Teatro Comunale di Bologna
- 2014 – Christoph Willibald Gluck Orfeo ed Euridice bei den Wiener Festwochen
- 2014 – Igor Strawinsky Le Sacre du printemps bei der Ruhrtriennale 2014.
- 2014 – Morton Feldman Neither, Libretto: Samuel Beckett bei der Ruhrtriennale 2014 in der Jahrhunderthalle Bochum.[13]
- 2015 – Ödipus der Tyrann nach Sophokles/Friedrich Hölderlin, Schaubühne am Lehniner Platz
- 2015 – Go down, Moses
- 2016 – Le Metope del Partenone bei der Wiesbaden Biennale 2016
- 2017 – Richard Wagner: Tannhäuser an der Bayerischen Staatsoper, München
- 2018 – Richard Strauss: Salome, Salzburger Festspiele
- 2021 – Wolfgang Amadeus Mozart: Don Giovanni, Salzburger Festspiele
- 2022 – Béla Bartók/Carl Orff: Herzog Blaubarts Burg/De temporum fine comoedia, Salzburger Festspiele
- 2023 – Bros, Lessingtage, Thalia Theater Hamburg
- 2023 – Richard Wagner: Das Rheingold, Brüsseler Opernhaus La Monnaie[14]
- 2024 – Le lacrime di Eros, Opern-Pasticcio nach Motiven von Jacopo Peri, Claudio Monteverdi u. a., Dutch National Opera Amsterdam[15]

## Filme
- 2002–2004 – zehnteiliger Filmzyklus Tragedia Endogonidia